# Henning Kronstam
Hennning Kronstam (ur. 29 czerwca 1934 w Kopenhadze, zm. 28 maja 1995 w Kopenhadze) – słynny duński baletmistrz. Przygodę z baletem rozpoczął w wieku 9 lat, w Królewskim Balecie Duńskim, w którym później pracował jako pedagog i dyrektor, a także wystąpił w ponad 120 rolach (m.in. jako Romeo w Romeo i Julii S. Prokofjewa, 1955, jako Książę w Dziadku do orzechów P. Czajkowskiego, 1971).